# الفرزدق
أَبُو فِرَاسٍ هَمَّامُ بْنُ غَالِبِ بْنِ صَعْصَعَةَ الْمُجَاشِعِيُّ التَّمِيمِيُّ الْبَصْرِيُّ المعروف بِالْفَرَزْدَقِ (20 هـ / 641م - 110 هـ / 728م) هو شاعر عربي من النبلاء الأشراف، من أهل البصرة، ولد ونشأ في دولة الخلافة الراشدة في زمن عمر بن الخطاب عام 20 هـ في السيدان من بادية البصرة بالقرب من كاظمة في ديار قومه بني تميم، وبرز واشتهر في العصر الأموي وساد شعراء زمانه.
كان عظيم الأثر في اللغة، حتى قيل «لولا شعر الفرزدق لذهب ثلث لغة العرب، ولولا شعره لذهب نصف أخبار الناس»، وهو صاحب الأخبار والنقائض مع جرير والأخطل، واشتهر بشعر المدح والفخرُ وَشعرُ الهجاء.
وقد وفد على عدد كبير من الخلفاء كعلي بن أبي طالب، ومعاوية بن أبي سفيان، وابنه يزيد، وعبد الملك بن مروان، وابنائه الوليد، وسليمان، ويزيد، وهشام، ووفد أيضاً على الخليفة عمر بن عبد العزيز، وعدد من الأمراء الأمويين، والولاة، وكان شريفاً في قومه، عزيز الجانب، وكان أبوه من الأجواد الأشراف، وكذلك جده من سادات العرب وهو حفيد الصحابي صعصعة بن ناجية التميمي، وكان الفرزدق لا ينشد بين يدي الخلفاء إلا قاعداً لشرفه، وله ديوان كبير مطبوع، وتوفي في البصرة وقد قارب المائة عام.

## نسبه ونشأته

### نسبه
- هو همام بن غالب بن صعصعة بن ناجية بن عقال بن مُحَمد بن سفيان بن مُجاشع بن دارم بن مالك بن حنظلة بن مالك بن زيد مناة بن تميم بن مر المجاشعي الدارمي الحنظلي التميمي البصري[11] من بني مجاشع أحد أكبر قبائل بني تميم والتي تُعد من أكبر وأشرف قبائل العرب، ويكنى أبا فراس ولقبه الفرزدق وقد غلب عليه.[12]
- وكان والده غالب سيداً شريفاً من سادات العرب، وكذلك كان جده صعصعة بن ناجية سيداً مُطاعاً ووفد إلى النبي ﷺ وأسلم، وهو محيي الوئيد قبل الإسلام، وفيه يقول الفرزدق مفتخراً:[13]

وكان جده ناجية بن عقال من أهل الرأي والحكمة من رجالات بني تميم، وكذلك جده محمد بن سفيان كان سيداً شريفاً، وهو أول من سُمي محمداً من العرب، أما جده سفيان بن مجاشع فقد كان زعيماً من زعماء بني تميم في يوم الكلاب الأول، فكان الفرزدق من بيت شرف وسيادة وأبائه وأجداده جميعهم من الأعلام، وليس له جد غير معروف، إنما كانوا جميعهم من السادة والأشراف المعروفين المشهورين.
- وأمه لينة بنت قرظة الضبية التميمية من بني ضبة من تميم، وأخوه الأخطل بن غالب وهو أسن من الفرزدق، وله أخت واحدة هي جعثن بنت غالب، وجدته لأبيه هي ليلى بنت حابس المجاشعية التميمية وهي أخت الصحابي الجليل الأقرع بن حابس[18] الذي حكم العرب في الجاهلية حتى جاء الإسلام، وقد إفتخر الفرزدق بخؤلة الأقرع له فقال:[19]

وقال يفخر بنسبه وبأخواله:

### نشأته
ولد الفرزدق عام 20 هـ في خلافة عمر بن الخطاب في بادية قومه بني تميم ونشأ بينهم حياته الأولى في منعة وقوة، في أُسرةٍ شريفة كريمة ذات سيادة ورئاسة، وأخذ منهم صفاته التي منها قوة الشكيمة، والفصاحة، والجفاء، والغلظة، قال محمد عبد المنعم خفاجي في كتابه (الحياة الأدبية عصر بني أمية) "وكان أبوه غالب بن صعصعة ينزل السيدان من بادية البصرة بالقرب من كاظمة على ماء كانت تنزل حوله قبائل شتى من قيس وتميم، وكانت البصرة في أول أمرها تعتبر معسكراً للمقاتلة من العرب لا يخالطهم فيها إلا مواليهم، فكانت بذلك بيئة عربية، فنشأ الفرزدق ما بين السيدان والبصرة فصيح اللهجة ملماً بدقائق اللغة حافظاً غريبها عالما بأخبار العرب"، ووفد الفرزدق مع أبيه غالب بن صعصعة إلى علي بن أبي طالب في البصرة وهو أول خليفة وفد الفرزدق عليه وذلك بعد معركة الجمل عام 37 هـ، فقال غالب: يا أمير المؤمنين إن إبني هذا من شعراء مضر فأسمع منه، فقال علي علمه القرآن، قال الفرزدق فوقع ذلك في قلبي، وذكر الأصفهاني عن الفرزدق أنه قال: «كنت أجيد الهجاء في أيام عثمان».
قال ابن سعد في طبقاته "قال: أخبرنا موسى بن إسماعيل قال: حدثنا بكار بن الصقر قال: رأيت الحسن جالسا على قبر أبي رجاء العطاردي حيال اللحد وقد مد على القبر ثوب أبيض فلم يغيره ولم ينكره حتى فرغ من القبر والفرزدق قاعد قبالته. فقال الفرزدق: يا أبا سعيد تدري ما يقول هؤلاء؟ قال: لا. وما يقولون يا أبا فراس؟ قال: يقولون: قعد على هذا القبر اليوم خير أهل البصرة وشر أهل البصرة. قال: ومن يعنون بذاك؟ قال: يعنوني وإياك. فقال الحسن: يا أبا فراس لستُ بِخير أهل البصرة ولستَ بِشَرّها ولكن أخبرني ما أعددت لهذا المضجع. وأومأ بيده إلى اللحد. قال: الخير الكثير أعددت يا أبا سعيد. قال: وما هو؟ قال: شهادة أن لا إله إلا الله منذ ثمانين سنة. قال الحسن: الخير الكثير أعددت يا أبا فراس.". وقال معمر بن المثنى في كتابه (نقائض جرير والفرزدق) "قال: فكان الفرزدق إذا نزل زياد البصرة نزل الكوفة، وإذا نزل زياد الكوفة نزل الفرزدق البصرة، وكان زياد ينزل البصرة ستة أشهر والكوفة ستة أشهر".
ورؤى أبو عبيدة عن الفرزدق قال: «دخلتُ مع أبي على علي بن أبي طالب، وبين يديه سيوف، فقال لأبي: من أنت؟ فقال غالب بن صعصعة قال: ذو الإبل الكثيرة؟ قال نعم. قال فما فعلت؟ قال: ذعذعتها النوائبُ والحُتُوف فقال: ذاك خير سُبُلها، فمن هذا معك ؟ فقال: هذا ابني همام، وهو يقول الشعر، فقال علي: علمهُ القران فهو خير له».
- أما عن بدايته الشعرية: فقد ذكر البلاذري : «كان سبب قول الفرزدق الشعر أن الأشهب بن رميلة النهشلي كان يهجو غالباً أبا الفرزدق، وكان غالب يطلب مصالحته فيأبى الأشهب، وكان الفرزدق يقول: بكيت من الجزع لأن الأشهب يهجو أبي وقومي فأريد إجابته فلا يأتي الشعر، فقلت أبياتاً فأنشدتها أبي فقال: أئت فلاناً فأنشده، فأنشدته فقال لأبي: يا أبا الأخطل إن عاش ابنك كان أشعر العرب، وجعل الفرزدق يهجو الأشهب، فلما أعيا الأشهب، طلب الأشهب الصلح بعد أن كان يُعرض عليه فيأباه» وهكذا إنتصر الفرزدق في أول معركة شعرية له وهو غلام صغير.[29]

## نماذج من شعره
- برع الفرزدق في جميع أنواع الشعر، في الهجاء، والفخر، والمديح، والغزل، والنسيب، والرثاء، والزهد وغيرها.

### شعر الفخر
من شعره في الفخر بكثرة قومه بني تميم:
ومن شعره في الفخر في قومه بنو دارم من تميم أيضاً قوله:
وقال يفتخر بقبائل مضر والتي منها قومه بنو تميم ومنها وقريش الذين منهم رسول الله ﷺ:

### شعر الهجاء
عُرف الفرزدق بقوته وشدة لسانه، لذلك كان الخلفاء والأمراء وعامة الناس يخافون من شر لسانه، ولم ينجُ أحد من لسان الفرزدق، فهجا القبائل والشعراء كجرير، وأصم باهلة، والطرماح بن حكيم وغيرهم، وهجاء الخليفة الأموي هشام بن عبد الملك، وتناول في هجائه أيضاً الكثير من عمال وولاة بنو أمية كالحجاج بن يوسف، والمهلب بن أبي صفرة، وابنه يزيد بن المهلب، وخالد بن عبدالله القسري وغيرهم.

### شعر الغزل
لم يكن الفرزدق ممن يحسنون الغزل و التشبيب بالنساء، فإذا نسب جاء قوله فجا غليظا جافيا لا ترتاح إليه النفوس. وكان يشعر بتصلب عاطفته فيقول (ما أحوج جريراً مع عفته إلى صلابة شعري، وما أحوجني إلى رقة شعره مع شدة فسقي) وقد يخرج في غزله إلى المعاني الوحشية السمجة التي تنبو عنها الأذواق.
كقوله:

### شعر المدح
قال الفرزدق يمدح الخليفة عمر بن عبد العزيز الأموي ثامن خُلفاء الدولة الأموية:
وقال الفرزدق يمدح القائد هلال بن أحوز المازني التميمي وكان أوقع ببني المهلب في معركة قندابيل في خلافة يزيد بن عبد الملك:

### شعر الرثاء
قال الفرزدق يرثي وكيع بن حسان بن أبي سود الغداني التميمي أمير خراسان:

## يمدحعلي زين العابدينويهجوهشام بن عبد الملك
حج هشام بن عبد الملك في خلافة أخيه الوليد بن عبد الملك (86 هـ-96 هـ) ومعه الفرزدق ووجوه أهل الشام، وكان البيت الحرام مكتظاً بالحجيج في تلك السنة ولم يُفسح لهشام ليستقبل الحجر الأسود، فنصب له منبر، وجلس عليه ينظر إلى الناس، واقبل علي بن الحسين بن علي بن أبي طالب المعروف بزين العابدين وهو من أحسن الناس وجهاً، وأنظفهم ثوباً، وأطيبهم رائحةً، فطاف في البيت، ولما بلغ الحجر الأسود تنحى الناس كلهم، وأخلوا له الحجر ليستلمه، هيبةً وإحتراماً له، فغاظ ذلك هشام بن عبد الملك وبلغ منه، فقال له رجل من أهل الشام: من هذا أصلح الله الأمير؟ فقال: لا أعرفه، وكان به عارفاً وقد خاف أن يرغب به أهل الشام ويسمعوا منه، فقال الفرزدق وكان لذلك كله حاضراً: أنا أعرفه، فسلني عنه يا شامي، قال الشامي ومن هو يا أبا فراس؟ فقال الفرزدق:
فغضب هشام بن عبد الملك وأمر بحبس الفرزدق في سجن عسفان بين مكة والمدينة، وبلغ ذلك علي بن الحسين، فبعث إلى الفرزدق باثني عشر ألف درهم وقال: أعذرنا أبا فراس فلو كان عندنا في هذا الوقت أكثر منها لوصلناك به، فردها الفرزدق إليه وقال يابن رسول الله ﷺ ماقلت الذي قلته إلا غضباً لله ورسوله، وماكنت لأرزاً عليه شيئاً، فردها عليه علي مرة أخرى وأقسم عليه أن يقبلها، وقال له: قد رأى الله مكانك، وعلم نيتك، وشكر لك، ونحن أهل بيتٍ إذا أنفذنا شيئاً لم نرجع فيه، فقبلها الفرزدق، وقال يهجو هشام بن عبد الملك وهو في سجن عسفان:
فبعث إليه هشام وأخرجه.

## فخره بقومه عندسليمان بن عبد الملك
دخل الفرزدق على سليمان بن عبد الملك في خلافته في دمشق، وكان سليمان يبغضه لكثرة فخره بأباه وأجداده، فتنكر له سليمان وقال من أنت وكانه لا يعرفه، فقال الفرزدق: أما تعرفني يا أمير المؤمنين ! أنا من قومٍ هم أوفى العرب، وأحلم العرب، وأسود العرب، وأجود العرب، وأشجع العرب، وأشعر العرب، فغضب سليمان وقال: والله لتحتجن لما ذكرت أو لأوجعن ظهرك، وأبعدن دارك، فقال الفرزدق: بلى، أما أوفى العرب فحاجب بن زرارة رهن قوسه عن العرب كلها ووفى، وأما أحلم العرب فالأحنف بن قيس يُضرب به المثل حِلماً، وأما أسود العرب فقيس بن عاصم سيد أهل الوبر، وأما أشجع العرب فالحريش بن هلال، وأما أجود العرب فخالد بن عتاب بن ورقاء، وأما أشعر العرب فها أنا عندك، فقال سليمان: فما جاء بك؟ لا شيء لك عندنا، فأرجع، وغمه ماسمع من عزه، ولم يستطع له رداً.
وقد كان الفرزدق لا يُنشد بين يدي الخُلفاء إلا قاعداً، عكس بقيت الشعراء، وذلك لشرفه، وكثرة قومه، فدخل مرةً على الخليفة سليمان بن عبد الملك، وأنشده شعراً يفخر فيه بأجداده وقومه:
فقال سليمان: هذا المدح لي أم لك؟ قال: لي ولك يا أمير المؤمنين! فغضب سليمان وقال: قم فأتمم ولاتنشد بعده إلا قائماً، فقال الفرزدق: لا والله أو يسقط إلى الأرض أكثري، فقال سليمان: ويلي على الأحمق وأرتفعت الأصوات، وسمع سليمان صوت ضوضاءٍ ببابه فقال: ما هذه الأصوات؟ فقيل له: إنهم بني تميم قوم الفرزدق على الباب ويقولون لا يُنشد الفرزدق قائماً وأيدينا على مقابض سيوفنا، فقال سليمان فلينشد قاعداً

## مكانته
- قال يونس بن حبيب : «لولا شعر الفرزدق لذهب ثلث لغة العرب، ولولا شعره لذهب نصف أخبار الناس»[53]
- قال أبو عبيدة : «عاش الفرزدق تسعين سنة كان منها خمسة وسبعين سنةً يُباري الشعراء، ويهجو الأشراف فيضعهم، وماثبت له أحد قط إلا جرير»[54]
- قال أبو الفرج الأصفهاني : «الفرزدق مقدّم على الشعراء الإسلاميين هو وجرير والأخطل، ومحلُه في الشعر أكبر من أن يُنبّه عليه بقول، أو يدل على مكانه بوصف، لأن الخاص والعام يعرفانه بالإسم، ويعلمان تقدٌمه بالخبر الشائع»[55]
- قال الشاعر الحطيئة لما سمع شعر الفرزدق وهو غلام صغير : «هذا والله الشعر، فقيل له أتفضله على نفسك ! فقال: بلى والله، أفضله على نفسي وعلى غيري، وقد أدركت من قبلك، وسبقت من بعدك، ثم قال الحطيئة للفرزدق: يا غلام لئن بقيت لتبرزن علينا»[56]
- قال الشاعر جرير : «الفرزدق نبعة الشعر»[57]
- قال مالك بن الشاعر الأخطل التغلبي : «الفرزدق ينحت من صخر، وجرير يغرف من بحر، فقال الأخطل الذي ينحت من صخر أشعرهما»[58]

## مؤلفات عن الفرزدق

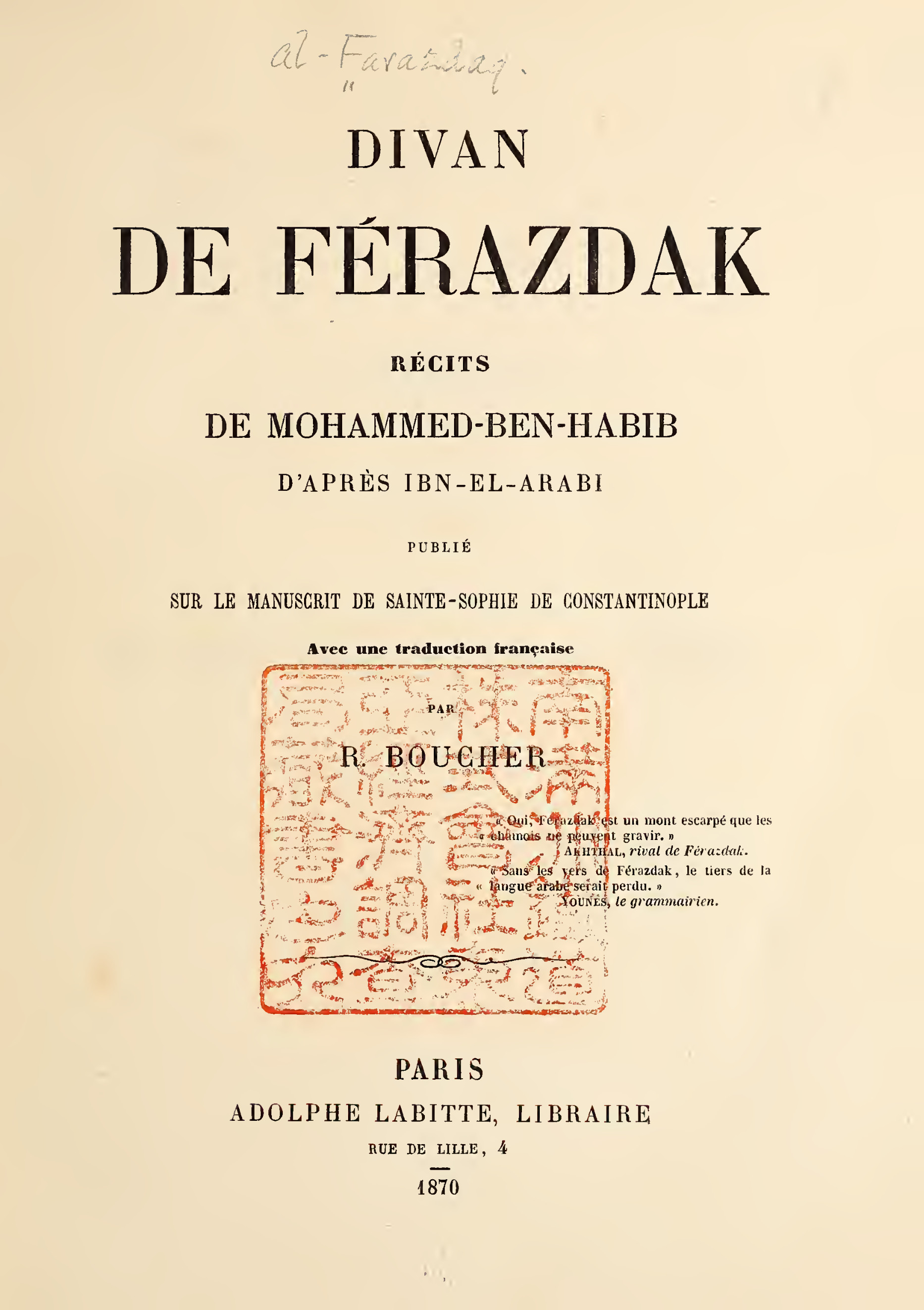
الطبعة الفرنسية لديوان الفرزدق، تعود الى عام 1870م. من مُقتنيات مكتبة الكونغرس.

اهتم العلماء المتقدمون في القرون الأولى بشعر الفرزدق وأخباره، كونه أحد أبرز شعراء العرب، وأكثرهم شعراً، وقد ألف علماء متقدمون مؤلفات كاملةً عن الفرزدق ومنهم:
- كتاب نقائض جرير والفرزدق لأبي عبيدة معمر بن المثنى البصري المتوفى عام 209 هـ.
- كتاب نقائض جرير والفرزدق لعبد الملك بن قريب الأصمعي المتوفى عام 216 هـ.
- كتاب ديوان الفرزدق برواية محمد بن حبيب عن محمد بن زياد ابن الأعرابي المتوفى عام 231 هـ.
- كتاب أخبار الفرزدق لأبي الحسن المدائني المتوفى عام 225 هـ.
- كتاب مناكح الفرزدق لأبي الحسن المدائني المتوفى عام 225 هـ.
- كتاب ديوان الفرزدق لأبي سعيد السكري المتوفى عام 275 هـ.
- كتاب نقائض جرير والفرزدق لثعلب النحوي المتوفى عام 291 هـ.

## وفاته
أسنّ الفرزدق حتى قارب المائة فأصابته الدبيلة وهو في البادية، ومالبث إلا أن مات في سنة 110 هـ في خلافة هشام بن عبد الملك، وصلى عليه بلال بن أبي بردة والي البصرة لهشام، ودفن في البصرة في مقابر بني تميم.

## وصلات خارجية
- الفرزدق على موقع بوابة الشعراء
- الفرزدق على موقع موسوعة الديوان الشعرية
- الفرزدق على موقع الموسوعة البريطانية (الإنجليزية)